# Torneio Touchdown 2013
O Torneio Touchdown 2013 foi a quinta edição do Torneio Touchdown, torneio de futebol americano entre equipes brasileiras, que foi realizada entre junho e dezembro de 2013.
Esta edição teve a participação de 20 equipes, 2 a mais que em 2012. As equipes foram divididas em quatro conferências, de 5 equipes cada: Walter Camp, George Halas, Bill Walsh e Vince Lombardi.

## Participantes
| Equipe                    | Manda os jogos em | Estado             |
| ------------------------- | ----------------- | ------------------ |
| Botafogo Challengers      | Ribeirão Preto    | São Paulo          |
| Botafogo FA               | Rio de Janeiro    | Rio de janeiro     |
| Brasília V8               | Brasília          | Distrito Federal   |
| Campo Grande Gravediggers | Campo Grande      | Mato Grosso do Sul |
| Corinthians Steamrollers  | Leme              | São Paulo          |
| Flamengo FA               | Rio de Janeiro    | Rio de janeiro     |
| Ipatinga Tigres           | Ipatinga          | Minas Gerais       |
| Jaraguá Breakers          | Jaraguá do Sul    | Santa Catarina     |
| Juventude Gladiators      | Caxias do Sul     | Rio Grande do Sul  |
| Lusa Lions                | Leme              | São Paulo          |
| Minas Locomotiva          | Belo Horizonte    | Minas Gerais       |
| Porto Alegre Bulls        | Porto Alegre      | Rio Grande do Sul  |
| Vitória/All Saints        | Camaçari          | Bahia              |
| Santos Tsunamis           | Santos            | São Paulo          |
| Timbó Rex                 | Timbó             | Santa Catarina     |
| Tubarões do Cerrado       | Brasília          | Distrito Federal   |
| Uberlândia Lobos          | Uberlândia        | Minas Gerais       |
| Vasco da Gama Patriotas   | Rio de Janeiro    | Rio de janeiro     |
| Vila Velha Tritões        | Vila Velha        | Espírito Santo     |
| Vitória Antares           | Vitória           | Espírito Santo     |

## Classificação

### 1ª Fase
| 1 | Vasco da Gama Patriotas | 7 | 6 | 1 | 169 | 35  | 134  |  |
| 2 | Minas Locomotiva        | 7 | 6 | 1 | 140 | 26  | 114  |  |
| 3 | Tubarões do Cerrado     | 7 | 3 | 4 | 102 | 115 | -13  |  |
| 4 | Brasília V8             | 7 | 3 | 4 | 157 | 171 | -14  |  |
| 5 | Vitória/All Saints      | 7 | 3 | 4 | 61  | 177 | -116 |  |

| 1 | Flamengo FA               | 7 | 7 | 0 | 151 | 39  | 112  |  |
| 2 | Corinthians Steamrollers  | 7 | 5 | 2 | 181 | 46  | 135  |  |
| 3 | Botafogo Challengers      | 7 | 5 | 2 | 143 | 68  | 75   |  |
| 4 | Campo Grande Gravediggers | 7 | 1 | 6 | 55  | 191 | -136 |  |
| 5 | Uberlândia Lobos          | 7 | 1 | 6 | 56  | 186 | -130 |  |

| 1 | Jaraguá Breakers     | 7 | 7 | 0 | 283 | 21  | 262  |  |
| 2 | Timbó Rex            | 7 | 4 | 3 | 136 | 61  | 75   |  |
| 3 | Lusa Lions           | 7 | 4 | 3 | 101 | 129 | -28  |  |
| 4 | Juventude Gladiators | 7 | 2 | 5 | 53  | 209 | -156 |  |
| 5 | Porto Alegre Bulls   | 7 | 0 | 2 | 29  | 171 | -142 |  |

| 1 | Vila Velha Tritões | 7 | 5 | 2 | 188 | 79  | 109  |  |
| 2 | Vitória Antares    | 7 | 4 | 3 | 81  | 79  | 2    |  |
| 3 | Botafogo F.A.      | 7 | 3 | 4 | 95  | 139 | -44  |  |
| 4 | Santos Tsunami     | 7 | 1 | 6 | 152 | 146 | 6    |  |
| 5 | Ipatinga Tigres    | 7 | 1 | 6 | 22  | 251 | -229 |  |

|  |                               |
|  | Classificado para os Playoffs |

### Playoffs
| 16 de novembro | Flamengo FA | 23 – 0 | Vitória Antares | Estádio Luso-Brasileiro |
| 15:00          |             |        |                 | Público: 200            |

| 16 de novembro | Jaraguá Breakers | 19 – 13 | Timbó Rex | Estádio João Marcatto |
| 15:00          |                  |         |           |                       |

| 17 de novembro | Vasco da Gama Patriotas | 3 – 0 | Corinthians Steamrollers | Estádio Luso-Brasileiro |
| 15:00          |                         |       |                          |                         |

| 17 de novembro | Vila Velha Tritões | 33 – 24 | Minas Locomotiva | Estádio Gil Bernardes da Silveira |
| 15:00          |                    |         |                  |                                   |

### Semi-Finais
| 30 de novembro | Flamengo FA | 7 – 0 | Vila Velha Tritões | Estádio Luso-Brasileiro |
| 15:00          |             |       |                    |                         |

| 1 de dezembro | Jaraguá Breakers | 15 – 0 | Vasco da Gama Patriotas | Estádio João Marcatto |
| 15:00         |                  |        |                         |                       |

### Final
| 14 de dezembro | Jaraguá Breakers | 15 – 11 | Flamengo FA | Estádio João Marcatto |
| 18:00          |                  |         |             |                       |

## Premiação
| Torneio Touchdown 2013               |
| Santa Catarina                       |
| ------------------------------------ |
| Jaraguá Breakers Campeão (1º título) |